# Kergrist
Kergrist (bretonisch: ebenfalls Kergrist) ist eine französische Gemeinde mit 713 Einwohnern (Stand 1. Januar 2022) im Département Morbihan in der Region Bretagne. Sie gehört zum Gemeindeverband Pontivy Communauté.

## Geographie
Kergrist liegt im Norden des Départements Morbihan an der Grenze zum Département Côtes-d’Armor und gehört zum Pays de Pontivy.
Nachbargemeinden sind Saint-Connec im Norden, Hémonstoir im Nordosten, Saint-Gérand-Croixanvec im Osten, Saint-Gérand im Südosten sowie Neulliac im Süden und Westen. 
Der Ort liegt wegen seiner Lage an der Départementgrenze etwas abseits von Straßen für den überregionalen Verkehr. Westlich von Kergrist führt die D767 von Pontivy nach Mûr-de-Bretagne vorbei. Die wichtigsten Straßenverbindungen sind die D700/D768 (ehemals Route nationale 168), die mehrere Kilometer südöstlich der Gemeinde vorbeiführt, und die N164 im Norden. 
Die bedeutendsten Gewässer sind die Bäche Perchénic (auch Lotavy genannt), Kergal (auch Douric genannt) und Saint-Niel. Der Perchénic bildet gleichzeitig teilweise die Gemeinde- und Départementgrenze. Zudem gibt es mehrere Teiche auf dem Gemeindegebiet.

## Bevölkerungsentwicklung
| Jahr      | 1962 | 1968 | 1975 | 1982 | 1990 | 1999 | 2006 | 2019 |
| Einwohner | 933  | 793  | 658  | 645  | 666  | 659  | 655  | 720  |

## Geschichte
Die Gemeinde gehört historisch zur bretonischen Region Kernev (frz. Cornouaille) und innerhalb dieser Region zum Gebiet Bro Pondi (frz. Pays de Pontivy) und teilt dessen Geschichte. Von 1793 bis zu dessen Auflösung 1801 gehörte Remungol zum Kanton Neuillac. Seither ist sie dem Kanton Cléguérec zugeteilt.

## Sehenswürdigkeiten
- Kirche Saint-Pierre et Saint-Paul (zeitweise auch Sainte-Croix genannt); teilweise aus dem 15. und 16. Jahrhundert, vergrößert 1893/1894
- Kapelle Saint-Mérec aus dem Jahr 1847
- Kalvarienberge von Guervihan (1722), Perchenic (1748) und Brohes (1762)
- Herrenhaus Liez (auch Lié genannt) aus dem Jahr 1608
- Herrenhaus von Berrien aus dem 15. und 16. Jahrhundert
- Haus Le Prêtre in Botquelen aus dem Jahr 1722
- Mühlen in Espernoit, Kergal und Perchénic

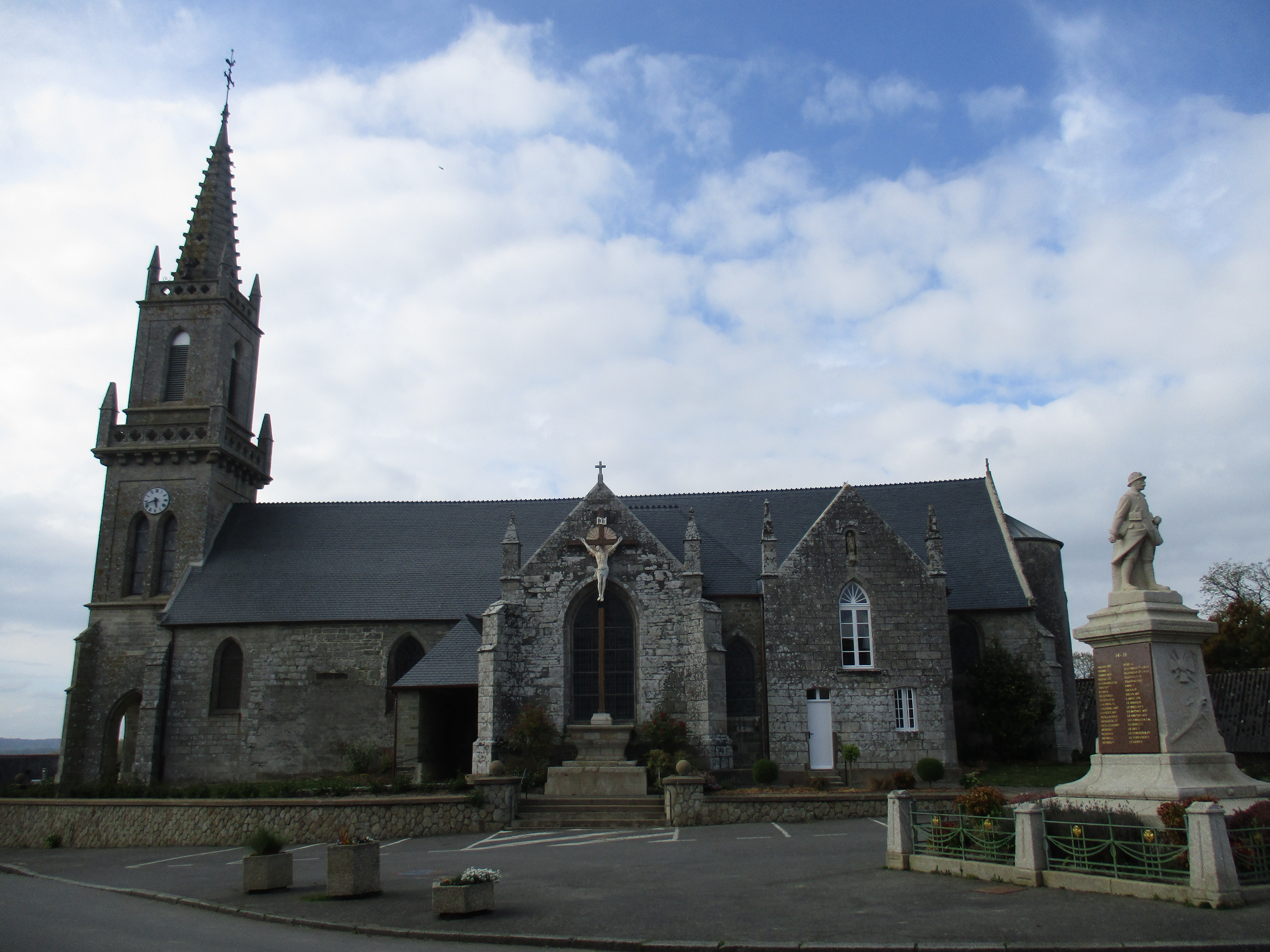
Kirche Saint-Pierre et Saint-Paul

Quelle: